# Gissen
Gissen är en sjö i Vimmerby kommun i Småland och ingår i Motala ströms huvudavrinningsområde. Sjön är 16,3 meter djup, har en yta på 1,46 kvadratkilometer och är belägen 128,1 meter över havet. Sjön avvattnas av vattendraget Älsterebäcken. Vid provfiske har abborre, gädda, mört och sutare fångats i sjön.

## Delavrinningsområde
Gissen ingår i det delavrinningsområde (638272-149960) som SMHI kallar för Utloppet av Gissen. Medelhöjden är 155 meter över havet och ytan är 8,81 kvadratkilometer. Det finns inga avrinningsområden uppströms utan avrinningsområdet är högsta punkten. Älsterebäcken som avvattnar avrinningsområdet har biflödesordning 3, vilket innebär att vattnet flödar genom totalt 3 vattendrag innan det når havet efter 215 kilometer. Avrinningsområdet består mestadels av skog (67 procent). Avrinningsområdet har 1,46 kvadratkilometer vattenytor vilket ger det en sjöprocent på 16,6 procent.